# Kraftwerk Illspitz

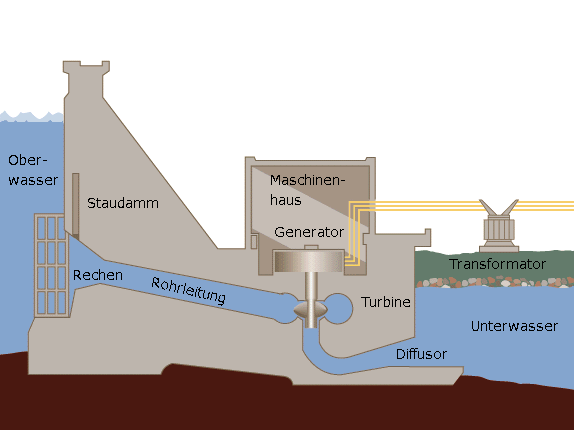
Schema eines Laufwasserkraftwerkes

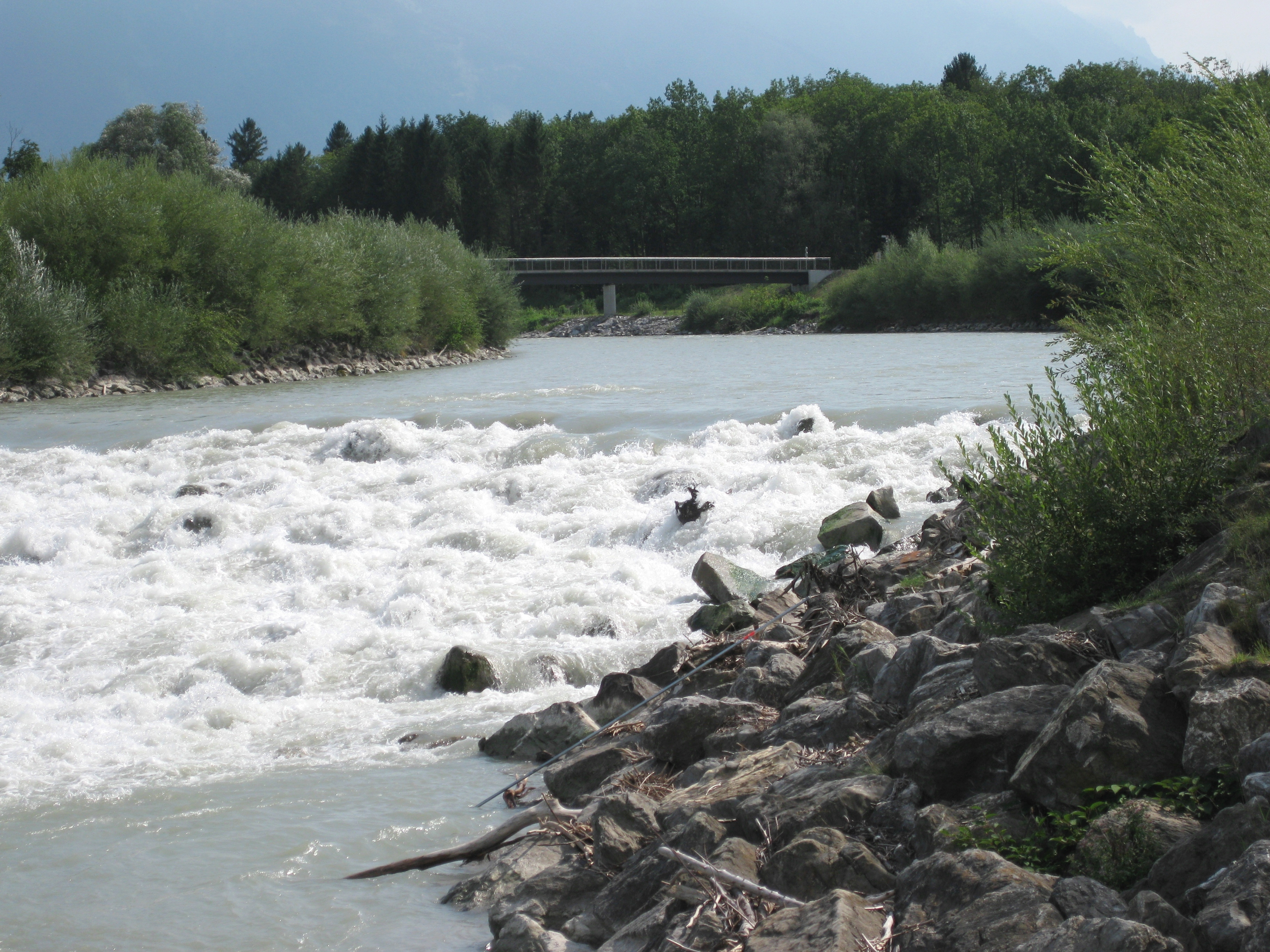
Illspitz bei Feldkirch, 2008, mit neuer Brücke noch vor dem Kraftwerksbau.

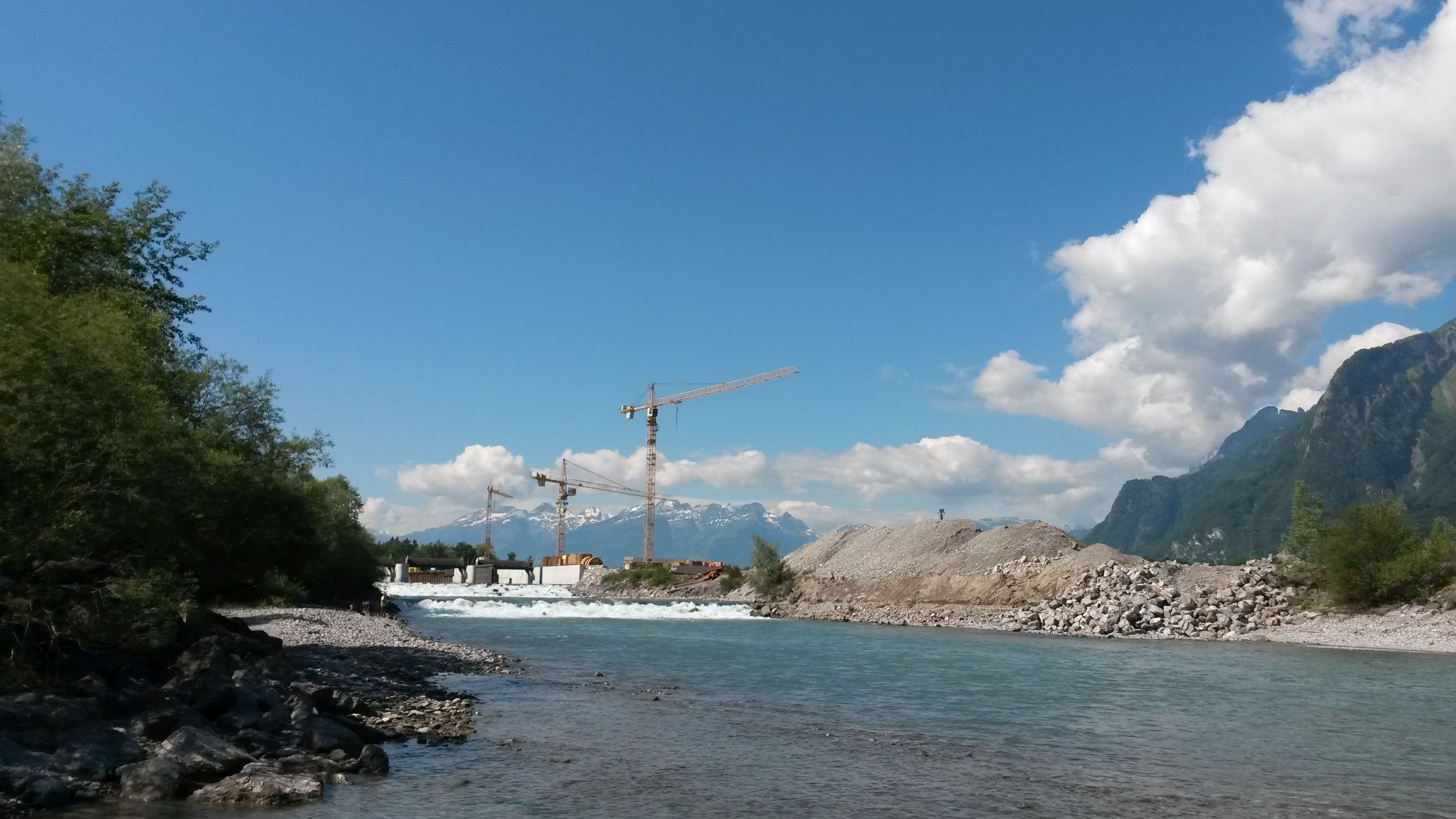
Wehr Kraftwerk Illspitz flussaufwärts fotografiert, zwei Monate vor Fertigstellung

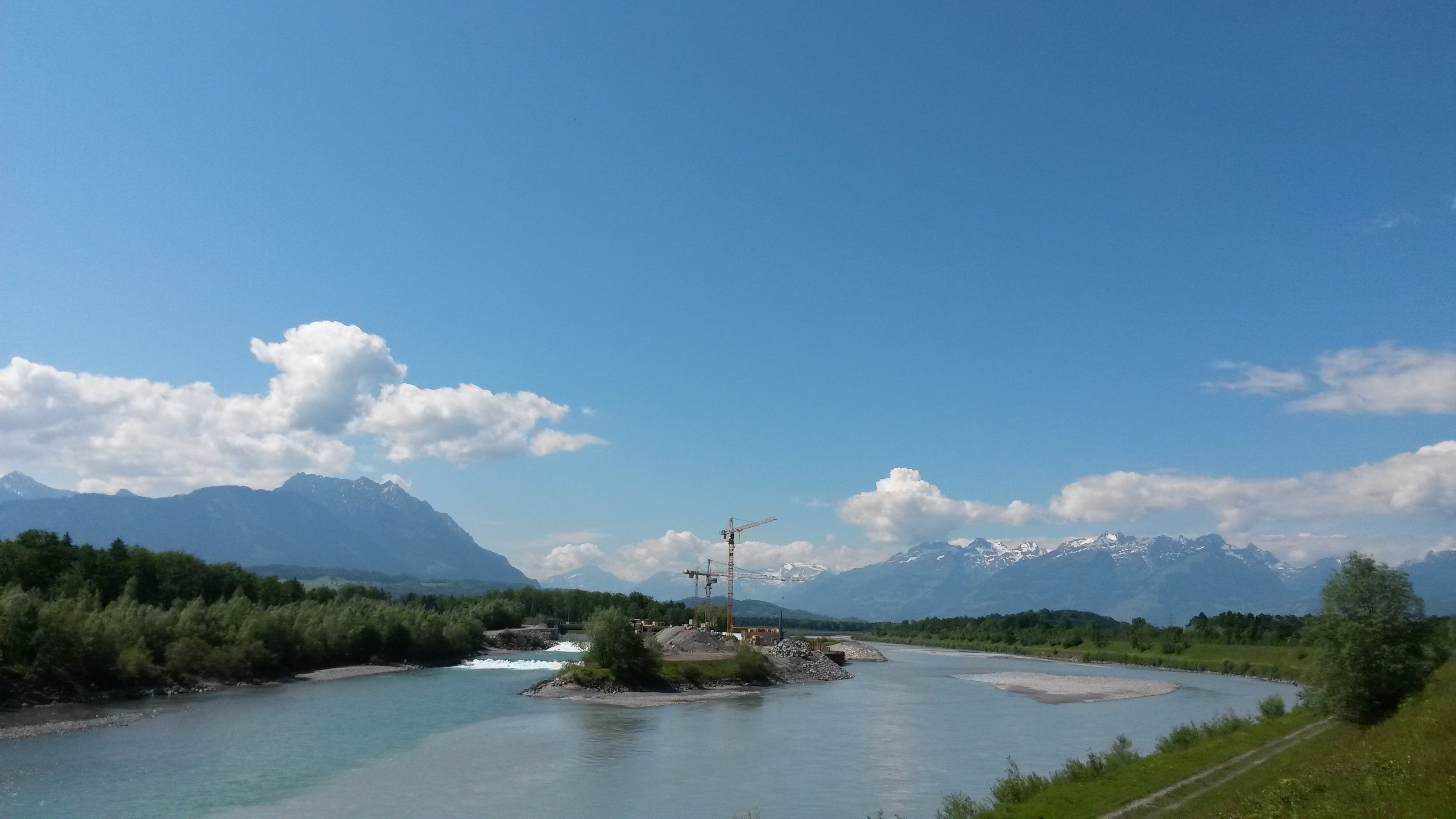
Baustelle Kraftwerk Illspitz zwei Monate vor der Fertigstellung.

Das Kleinwasserkraftwerk Kraftwerk Illspitz ist ein Laufwasserkraftwerk an der Ill im Gemeindegebiet von Feldkirch (Vorarlberg, Österreich). Es wurde durch die Stadtwerke Feldkirch errichtet und im Sommer 2014 in Betrieb genommen.

## Geschichte
Die ersten konkreten Überlegungen für den Bau eines Kraftwerkes im Bereich der unteren Ill wurden im Juli 1920 bekannt gegeben. Gottfried Riccabona berichtete als Vorsitzender im Verwaltungsrat der Stadtwerke Feldkirch über dieses geplante Projekt.
Die Sohle oberhalb Flusskilometer 4,0 der Ill hat sich seit dem Jahr 1935 um bis zu 2 m eingetieft. Die Eintiefung beträgt im Mittel in den letzten 30 Jahren 1–2 cm/Jahr. Noch stärker hat sich die Flusssohle des Rheins abgesenkt. Dadurch ist an der Einmündung der Ill zum Rhein ein bedeutsamer Höhenunterschied entstanden.
2005 haben die Stadtwerke Feldkirch damit begonnen die Machbarkeit einer ökonomisch sinnvollen und ökologisch verträglichen Wasserkraftnutzung am Illspitz zu prüfen. Im Oktober 2008 wurde nach Abschluss der Einreichplanung bei den zuständigen Behörden die wasserrechtliche, forstrechtliche sowie naturschutzrechtliche Genehmigung beantragt. Alle Verfahren wurden am 22. Juni 2010 gemeinsamen abgehandelt und das Projekt erhielt im Oktober 2010 die naturschutz- und forstrechtliche Bewilligung und im Dezember 2010 die wasserrechtliche Bewilligung. Die Stadtvertretung der Stadt Feldkirch hat sodann am 28. Juni 2011 den Bau des Kraftwerks am Illspitz einstimmig beschlossen und die Ausführung der Generalplanungsleistungen im August 2011 beauftragt. Die Bauarbeiten begannen im Winter 2011/2012. Offizieller Spatenstich für das Gewerk war am 8. August 2012. Im Sommer 2012 wurden die Erdbauarbeiten zur „Kleinen Ill“ ausgeführt. Die Bauarbeiten zu Krafthaus und Wehranlage haben bereits am 7. August 2012 begonnen.
Durch Hochwasser wurde am 9./10. Oktober 2012 der linke Ill-Begleitdamm überspült und dieser sowie weitere Anlagen und Gewerke zum Teil zerstört.
Das rechte und mittlere Wehrfeld des Kraftwerkbaues wurde am 18. April 2013 fertiggestellt und in Betrieb genommen. Die Ill konnte dadurch in die beiden fertiggestellten Wehrfelder umgeleitet werden und die Durchflussbreite wieder erhöht werden. In dem nun trockenen Abschnitt der Ill wurde mit den Bauarbeiten zum linken Wehrfeld begonnen und im Februar 2014 fertiggestellt und in Betrieb genommen. Die Betonierarbeiten für das Krafthaus begannen im August 2013 (Bodenplatte, Maschinenfundamente etc.).
Im Winter 2013/14 wurde das Einlaufbauwerk und das Auslaufbauwerk zur „Kleinen Ill“ hergestellt.
Im Frühjahr 2013 wurde eine Erhöhung der Konsenswassermenge von bisher 90 m³/s auf 120 m³/s beantragt. Diese Bewilligung wurde im Dezember 2013 erteilt.
Am 18. April 2014 wurden die beiden Turbinen und Generatoren eingebaut. Die Maschinensätze wurden in den nächsten Tagen komplettiert, ausgerichtet und dann nach Armierung der Zwischenräume mit Beton ausgegossen.
Ende Juli 2014 erfolgt die sogenannte Nass-Inbetriebnahme. Dabei wurden Turbine und Generator erstmals mit dem Wasser der Ill betrieben.
Die Inbetriebnahme des Kraftwerkes erfolgte im August 2014.

## Umweltschutz-Begleitmaßnahmen
Das Gewässer der unteren Ill weist in diesem Abschnitt einen „schlechten“ ökologischen Zustand auf.
Daher musste im Hinblick auf den
- Grundwasserstand[11],
- den Hochwasserschutz,
- die kanalartige, strukturarme Morphologie der unteren Ill,
- den Geschiebetransport sowie
- die Fischpassierbarkeit[12] bei der Planung und Ausführung besonderes Augenmerk gelegt werden. Die ökologischen Verbesserungen im Zusammenhang mit dem Bau der Kraftwerkes und der Begleitmaßnahmen waren deshalb bereits von Beginn an Bestandteil des Projekts.[13]

Begleitende ökologische Maßnahmen waren zum Beispiel:
- Verlängerung des bestehenden Mündungsarms der Ill um ca. 1 km als naturnahes Gerinne mit geregelter Wasserdotation,
- Stabilisierung des Grundwassers im Matschelser Auwald,
- Änderung und Renaturierung der Uferbereiches des Ill-Mutterbetts auf einer Länge von etwa 300 m,
- Schaffung einer Flachwasserzone im Stauraum auf einer Länge von 250 m,
- zwei zusätzliche Fischaufstiegshilfen/Fischabstieg[14] beim Turbinenfeinrechen.

## Kosten, Finanzierung und Bürgerbeteiligung
Die Projektkosten wurden auf ca. 32 bis 35 Mio. Euro geschätzt und lagen schlussendlich bei rund 35 Mio. Euro. Die Finanzierung erfolgt über Eigenmittel, klassisches Fremdkapital, Ökostrom-Investitionsförderung von ca. 4 Millionen und ein Bürgerbeteiligungsmodell über maximal 4 Millionen Euro.
Bereits in den Jahren 1906 und 2003 wurden für Kraftwerksbauten in Feldkirch Bürgerbeteiligungsmodelle verwendet.
Das Angebot des Bürgerbeteiligungsmodells 2014 für das Kraftwerk Illspitz sieht in den ersten fünf Jahren eine fixe Verzinsung von zwei Prozent pro Jahr vor. Für die zweiten fünf Jahre einen variablen Satz. Es konnten Minimum 1.000 und maximal 50.000 Euro veranlagt werden. Bereits zehn Tage nach der Einrichtung des Energie-Anlagekontos war das Volumen von vier Mio. Euro voll ausgeschöpft.
Diese Investition ist für die Stadt Feldkirch ein wichtiger Beitrag als e5-Gemeinde.

## Technische Daten

### Beschreibung
Mit der Errichtung des Kraftwerkes Illspitz erreicht der Eigenversorgungsgrad der Stadtwerke Feldkirch mit elektrischer Energie aus Wasserkraft nahezu eine Verdoppelung. Das Kraftwerk Illspitz versorgt mehr als 6300 Feldkircher Haushalte mit Energie.
Das Krafthaus samt Einlaufbauwerk ist im linken Begleitdamm der Ill, im Bereich der alten Illmündung, situiert, wobei alle wichtigen Anlagenteile unterirdisch ausgeführt sind. Das zufließende Wasser der Ill wird über das Einlaufbauwerk gefasst und durch das Krafthaus auf die Turbinen geleitet und über das Auslaufbauwerk in den Rhein abgeführt. Das Kraftwerk nutzt in erster Linie das natürliche Gefälle am Illspitz. Ein Aufstau sollte bewusst so gering wie möglich gehalten werden.
Die dreiteilige Wehranlage befindet sich in der Ill, knapp oberhalb der oberen Sohlrampe. Dabei verbindet ein unterirdischer Gang das rechtsseitige Einstiegsbauwerk mit dem Krafthaus. Dadurch ist einen Zugang zu den Wehrpfeilern auch unter Hochwasserbedingungen möglich. Die Wehrsegmente können angehoben werden und sind mit einer aufgesetzten Klappe ausgeführt.
Es wurden etwa 30.000 m³ Beton und 5.000 t Stahl verbaut.

### Bauzeit
Offizielle Bauzeit: 7. August 2012 bis Ende Juli 2014 (Probebetrieb mit Nass-Inbetriebnahme am 4. August 2014). Am 5. Oktober 2014 erfolgte die offizielle Inbetriebnahme.

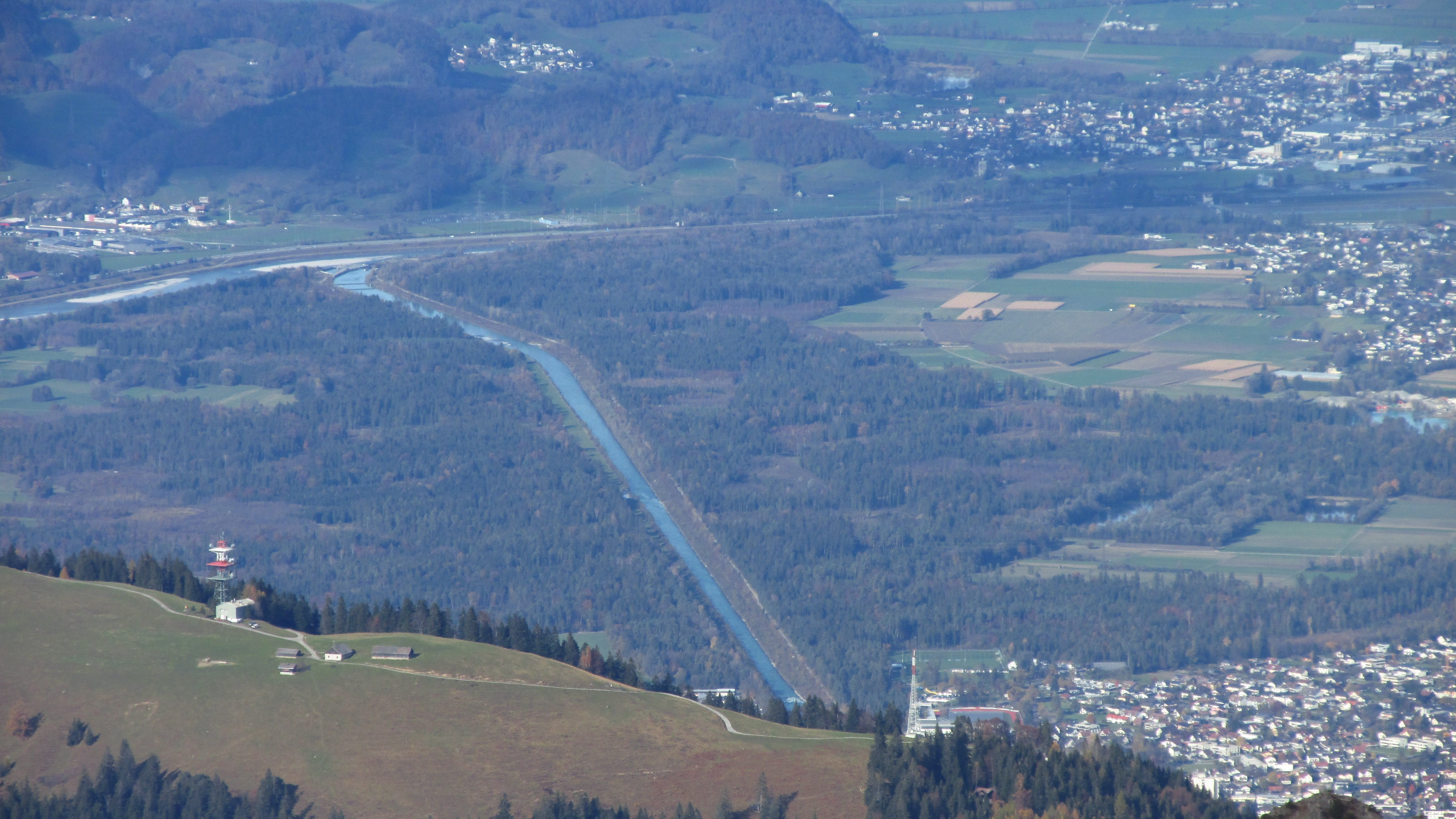
Blick vom Galinakopf auf den Illspitz

### Technische Daten zur Kraftwerksanlage
Die technischen Daten der Kraftwerksanlage weisen folgende Hauptmerkmale auf:

#### Technische Daten Wehranlage
Die Wehranlage besteht aus drei je 15 Meter breiten Wehrsegmenten (Segmentschütze) zur Stauung des Fließgewässers. Die Klappen haben eine Abfuhrkapazität von 150 m³/s. Bei Hochwasser können die Wehre vollständig geöffnet werden; so  können auch Hochwassermengen problemlos in den Alpenrhein abgeleitet werden.
- Höhe Wehrsegment (1 mit Klappe 4,60 m, 2 und 3 3,59 m)
- Breite Wehrsegmente je 15 m
- Höhe Aufsetzklappe 1,50 m
- Staulänge 1500 m
- Stauhöhe 3,50 m
- Fallhöhe 4,5 bis 8,5 m
- Stauziel 429,5 m ü. A.
- Ausbauwassermenge 2 × 60 m³/s

#### Elektrische Daten Kraftwerksanlage
- Leistung: 7,2 MW
- Jahreserzeugung: 28,5 Millionen kWh (28,5 GWh)[22]

#### Turbinen
- Zwei Kaplan BULB[23]
- Maximalleistung jeder Turbine 3,6 MW,
- Laufraddurchmesser 2,85 m,
- Gewicht je 47 Tonnen,
- Nominaldurchfluss von 45 m³/s, können aber mit bis zu 60 m³/s betrieben werden

#### Generatoren
- Generatordrehzahl rund 158/min
- Generatorenleistung je 4 MVA

#### Transformatoren, Leitung, Einspeisung
- Transformatoren je 4 MVA bei 10 kV (Umschaltung auf 20 kV ausgelegt)
- Die Energie wird ins 10-kV-Netz der Stadtwerke Feldkirch eingespeist.[24]